# Frederico Rosa
Frederico Rosa, známý jako Frederico (6. dubna 1957 Castro Verda – 17. února 2019) byl portugalský fotbalový obránce, stoper. Zemřel 17. února 2019 ve věku 61 let na amyotrofickou laterální sklerózu.

## Fotbalová kariéra
Na klubové úrovní hrál v portugalské lize za GD Fabril Barreiro, FC Barreirense, Benficu Lisabon, Boavistu Porto, Vitórii Guimarães a CF Estrela da Amadora. Nastoupil ve 353 ligových utkáních a dal 17 gólů. S Benficou vyhrál dvakrát portugalskou ligu a třikrát Portugalský pohár. V Poháru mistrů evropských zemí nastoupil ve 4 utkáních, v Poháru vítězů pohárů nastoupil v 5 utkáních a v Poháru UEFA nastoupil v 10 utkáních. Na Mistrovství světa ve fotbale 1986 nastoupil ve 3 utkáních. Za portugalskou reprezentaci nastoupil v letech 1985–1989 v 18 utkáních a dal 5 gólů.

## Ligová bilance
| Ročník                      | Zápasy | Góly | Klub                  |
| --------------------------- | ------ | ---- | --------------------- |
| 1. portugalská liga 1975/76 | 14     | 0    | GD Fabril Barreiro    |
| 2. portugalská liga 1976/77 | -      | -    | GD Fabril Barreiro    |
| 2. portugalská liga 1977/78 | -      | -    | GD Fabril Barreiro    |
| 1. portugalská liga 1978/79 | 30     | 0    | FC Barreirense        |
| 1. portugalská liga 1979/80 | 0      | 0    | Benfica Lisabon       |
| 1. portugalská liga 1980/81 | 16     | 0    | Benfica Lisabon       |
| 1. portugalská liga 1981/82 | 16     | 0    | Benfica Lisabon       |
| 1. portugalská liga 1982/83 | 7      | 0    | Benfica Lisabon       |
| 1. portugalská liga 1983/84 | 23     | 3    | Boavista FC           |
| 1. portugalská liga 1984/85 | 28     | 2    | Boavista FC           |
| 1. portugalská liga 1985/86 | 30     | 3    | Boavista FC           |
| 1. portugalská liga 1986/87 | 26     | 2    | Boavista FC           |
| 1. portugalská liga 1987/88 | 33     | 3    | Boavista FC           |
| 1. portugalská liga 1988/89 | 31     | 0    | Boavista FC           |
| 1. portugalská liga 1989/90 | 17     | 1    | Boavista FC           |
| 1. portugalská liga 1990/91 | 27     | 2    | Boavista FC           |
| 1. portugalská liga 1991/92 | 31     | 0    | Vitória Guimarães     |
| 2. portugalská liga 1992/93 | 30     | 2    | CF Estrela da Amadora |
| 1. portugalská liga 1993/94 | 25     | 0    | CF Estrela da Amadora |
| 3. portugalská liga 1994/95 | 13     | 0    | Leixões SC            |
| CELKEM 1. portugalská liga  | 353    | 17   |                       |